# Landtagswahl in Baden-Württemberg 1972
- SPD: 45
- FDP/DVP: 10
- CDU: 65

Die Landtagswahl in Baden-Württemberg 1972 fand am 23. April statt. Bei einer Wahlbeteiligung von 80 % gewann die von Ministerpräsident Hans Filbinger geführte CDU fast neun Prozentpunkte hinzu und konnte die absolute Mehrheit erringen. Die SPD gewann fast ebenso stark hinzu und erzielte das beste baden-württembergische Landtagswahlergebnis ihrer Geschichte, während FDP/DVP große Verluste hinnehmen musste. Die NPD schied aus dem Landtag aus. Eine CDU-Alleinregierung unter dem alten und neuen Ministerpräsidenten Filbinger löste die bisherige Große Koalition von CDU und SPD ab.

## Ausgangslage
Nach der Wahl im Jahr 1968 wurde die von Ministerpräsident Hans Filbinger geführte CDU/SPD-Koalition fortgesetzt. Oppositionsparteien im Landtag waren FDP/DVP und NPD. Die noch bei der Landtagswahl 1968 sehr erfolgreiche NPD verzichtete auf eine erneute Kandidatur und forderte stattdessen ihre Anhänger auf, die CDU zu wählen. Dieser Entscheidung war eine Serie von Wahlniederlagen der NPD vorausgegangen, in denen sie ihre Landtagsmandate in allen Landtagen verloren hatte und bei keiner Wahl über die 5-%-Hürde gekommen war.

## Ergebnis
| Partei                 | Stimmen   | Anteil           | Sitze | Kreis- wahl- vor- schläge | Direkt- mandate | Sitze 1968 |
| CDU                    | 2.513.808 | 52,92 %          | 65    | 70                        | 60              | 60         |
| SPD                    | 1.784.416 | 37,56 %          | 45    | 70                        | 10              | 37         |
| FDP/DVP                | 424.685   | 8,94 %           | 10    | 70                        |                 | 18         |
| DKP                    | 21.973    | 0,46 %           |       | 68                        |                 |            |
| DFU                    | 587       | 0,01 %           |       | 2                         |                 |            |
| G                      | 172       | 0,00 %           |       | 1                         |                 |            |
| Einzelbewerber         | 4.996     | 0,11 %           |       | 4                         |                 |            |
| gültige Stimmen        | 4.750.637 | 100,00 % 99,00 % | 120   | 285                       | 70              | 127        |
| ungültige Stimmen      | 48.138    | 1,00 %           |       |                           |                 |            |
| Wähler Wahlbeteiligung | 4.798.775 | 100,00 % 80,00 % |       |                           |                 |            |
| Nichtwähler            | 1.199.952 | 20,00 %          |       |                           |                 |            |
| Wahlberechtigte        | 5.998.727 | 100,00 %         |       |                           |                 |            |

|                 | Nordwürttemberg | Nordwürttemberg           | Nordwürttemberg   | Nordwürttemberg | Nordwürttemberg | Nordbaden | Nordbaden                 | Nordbaden         | Nordbaden | Nordbaden       | Südbaden  | Südbaden                  | Südbaden          | Südbaden | Südbaden        | Südwürttemberg- Hohenzollern | Südwürttemberg- Hohenzollern | Südwürttemberg- Hohenzollern | Südwürttemberg- Hohenzollern | Südwürttemberg- Hohenzollern |
| Anzahl/ Stimmen | %               | Kreis- wahl- vor- schläge | Direkt- man- date | Sitze           | Anzahl/ Stimmen | %         | Kreis- wahl- vor- schläge | Direkt- man- date | Sitze     | Anzahl/ Stimmen | %         | Kreis- wahl- vor- schläge | Direkt- man- date | Sitze    | Anzahl/ Stimmen | %                            | Kreis- wahl- vor- schläge    | Direkt- man- date            | Sitze                        |                              |
| --------------- | --------------- | ------------------------- | ----------------- | --------------- | --------------- | --------- | ------------------------- | ----------------- | --------- | --------------- | --------- | ------------------------- | ----------------- | -------- | --------------- | ---------------------------- | ---------------------------- | ---------------------------- | ---------------------------- | ---------------------------- |
| Wahlberechtigte | 2.332.312       |                           |                   |                 |                 | 1.329.484 |                           |                   |           |                 | 1.258.451 |                           |                   |          |                 | 1.078.480                    |                              |                              |                              |                              |
| Wähler          | 1.899.820       | 81,5                      |                   |                 |                 | 1.044.005 | 78,5                      |                   |           |                 | 987.927   | 78,5                      |                   |          |                 | 867.023                      | 80,4                         |                              |                              |                              |
| Gültige Stimmen | 1.884.244       | 99,2                      |                   |                 |                 | 1.031.034 | 98,8                      |                   |           |                 | 976.324   | 98,8                      |                   |          |                 | 859.035                      | 99,1                         |                              |                              |                              |
|                 |                 |                           |                   |                 |                 |           |                           |                   |           |                 |           |                           |                   |          |                 |                              |                              |                              |                              |                              |
| CDU             | 915.047         | 48,6                      | 27                | 22              | 23              | 525.224   | 50,9                      | 16                | 12        | 14              | 544.020   | 55,7                      | 14                | 13       | 14              | 529.517                      | 61,6                         | 13                           | 13                           | 14                           |
| SPD             | 755.496         | 40,1                      | 27                | 5               | 18              | 422.592   | 41,0                      | 16                | 4         | 11              | 343.291   | 35,2                      | 14                | 1        | 9               | 263.037                      | 30,6                         | 13                           |                              | 7                            |
| FDP/DVP         | 200.593         | 10,6                      | 27                |                 | 5               | 77.099    | 7,5                       | 16                |           | 2               | 84.081    | 8,6                       | 14                |          | 2               | 62.912                       | 7,3                          | 13                           |                              | 1                            |
| DKP             | 7.731           | 0,4                       | 26                |                 |                 | 5.947     | 0,6                       | 16                |           |                 | 4.932     | 0,5                       | 14                |          |                 | 3.363                        | 0,4                          | 12                           |                              |                              |
| DFU             | 381             | 0,0                       | 1                 |                 |                 |           |                           | —                 |           |                 |           |                           | —                 |          |                 | 206                          | 0,0                          | 1                            |                              |                              |
| G               |                 |                           | —                 |                 |                 | 172       | 0,0                       | 1                 |           |                 |           |                           | —                 |          |                 |                              |                              | —                            |                              |                              |
| Einzelbewerber  | 4.996           | 0,3                       | 4                 |                 |                 |           |                           | —                 |           |                 |           |                           | —                 |          |                 |                              |                              | —                            |                              |                              |

## Trivia
Die Landtagswahl war die letzte Landtagswahl in Baden-Württemberg, bei der es kein Überhangmandat gab.